# Villa Minozzo
Villa Minozzo är en ort och kommun i provinsen Reggio Emilia i regionen Emilia-Romagna i Italien. Kommunen hade 3 634 invånare (2018).